# Man in the Moon (L.A. Guns)
Man in the Moon è il settimo album degli L.A. Guns, uscito il 24 aprile 2001 per l'Etichetta discografica Spitfire Records.

## Tracce
1. Man in the Moon (Dutton, Guns, Lewis) 4:42
2. Beautiful (Dutton, Guns, Lewis) 4:18
3. Good Thing (Dutton, Guns, Lewis) 3:27
4. Spider's Web (Dutton, Guns, Lewis) 4:37
5. Don't Call Me Crazy (Dutton, Guns, Lewis) 6:42
6. Hypnotized (Dutton, Guns, Lewis) 3:25
7. Fast Talkin' Dream Dealer (Dutton, Guns, Lewis) 4:03
8. Out of Sight (Dutton, Guns, Lewis) 3:22
9. Turn It Around (Dutton, Guns, Lewis) 5:30
10. Scream (Dutton, Guns, Lewis) 4:18

## Formazione
- Phil Lewis - voce
- Tracii Guns - chitarra
- Mick Cripps - chitarra, tastiere
- Muddy (Mark Dutton) - basso
- Steve Riley - batteria